# ハリマ化成グループ
ハリマ化成グループ株式会社（ハリマカセイグループ、英称: Harima Chemicals Group, Inc.）は、本店を東京都中央区日本橋に、本社を東京都中央区日本橋と大阪府大阪市中央区今橋に置く。ロジン（松やに）を主力原料に、樹脂・化成品事業・製紙用薬品事業・電子材料事業をグローバルに展開する企業。
2012年10月1日より純粋持株会社体制とし、商号をハリマ化成株式会社からハリマ化成グループ株式会社に変更。それに伴い、新たに設立したハリマ化成株式会社が事業を継承した。ハリマ化成グループ株式会社は、グループ経営戦略の策定・推進、樹脂・化成品、製紙用薬品、電子材料事業を主とする各事業会社の経営管理を行う。

## 会社概要
松を原料とした粗トール油の精留プラントが国内で唯一、加古川製造所で稼働する。トールロジン、トール油脂肪酸およびその関連する誘導体製品を中心に製造販売を行う化学メーカーである。ロジンは製紙用薬品、印刷インキ用樹脂・粘接着剤用樹脂、合成ゴム用乳化剤、はんだなどの電子材料さらには化粧品、医薬品などの原料として使用される。脂肪酸はアルキド樹脂、界面活性剤、ダイマー酸などに加工され、塗料などそれぞれ幅広い業界において欠くことの出来ない役割を果たしている。
2011年1月に米国化学企業モメンティブ社の「ロジン系印刷インキ用樹脂、粘接着剤用樹脂、合成ゴム用乳化剤他」に関する事業を取得し、オランダにLAWTER B.V.を設立。

## 沿革
- 1947年（昭和22年）11月18日 - 兵庫県加古郡加古川町粟津（現 加古川市）に播磨化成工業株式会社を設立[5]。
- 1952年（昭和27年）12月 - トール油蒸留工場完成、生産開始。
- 1954年（昭和29年）3月 - 野口工場（現 加古川製造所）建設に着手。
- 1957年（昭和32年）3月 - 粟津工場から野口工場へ移転完了。
- 1958年（昭和33年）10月 - トール油の連続式真空精密分留装置完成。
- 1961年（昭和36年）6月 - 富士工場完成。
- 1967年（昭和42年）11月 - 中央研究所および東京工場が完成。
- 1969年（昭和44年）12月 - 仙台工場が完成。
- 1972年（昭和47年）1月 - 米国のMead Corporation（現 WestRock Company）およびInland Containers Corporation（現 International Paper Company）等との合弁により、粗トール油の精留を目的に播磨エムアイディ株式会社（現 ハリマエムアイディ）を設立。
- 1973年（昭和48年）5月 - 四国工場が完成。
- 1974年（昭和49年）8月 - ブラジルにHarima do Brasil Indústria Química Ltda. を設立。
- 1980年（昭和55年）2月 - 米国にHarima USA, Inc. を設立。
- 1985年（昭和60年）11月 - 大阪証券取引所2部上場。
- 1987年（昭和62年）11月 - 筑波研究所が完成。
- 1989年（平成元年）
  - 3月 - 東京証券取引所2部上場。
  - 4月 - 電子材料（ペースト状はんだ）工場完成、生産開始。
- 1990年（平成2年）
  - 4月 - 商号をハリマ化成株式会社に変更。
  - 9月 - 東京証券取引所、大阪証券取引所1部上場。
- 1993年（平成5年）9月 – 茨城工場が完成。
- 1996年（平成8年）4月 - 米国のPlasmine Technology, Inc. の全株式を取得し、子会社化。
- 1999年（平成11年）5月 - 中国に杭州杭化播磨造紙化学品有限公司（現 杭州杭化哈利瑪化工有限公司）が操業。
- 2003年（平成15年）
  - 9月 - 米国Harima USA, Inc.の子会社として、Harimatec Inc.を設立。
  - 12月 - 中国で杭州播磨電材技術有限公司が操業。マレーシアにHarimatec Malaysia Sdn. Bhd.を設立。
- 2005年（平成17年）3月 - バイオマス発電設備が完成。
- 2007年（平成19年）
  - 2月 - チェコにHarimatec Czech, s.r.o.を設立。
  - 3月 - 中国に南寧哈利瑪化工有限公司（現 LAWTER 南寧）が操業。
- 2009年（平成21年）10月 - 株式会社日本フィラーメタルズの全株式を取得し、子会社化。
- 2011年（平成23年）
  - 1月 - 米国の化学企業モメンティブ社のロジン関連事業を取得し、オランダにLAWTER B.V.を設立。
  - 2月 - 中国に製紙用薬品製造拠点となる東莞市杭化哈利瑪造紙化学品有限公司が操業。
- 2012年（平成24年）
  - 6月 - 中国に哈利瑪化成管理（上海）有限公司を設立。
  - 10月 - 持株会社体制に移行し、ハリマ化成グループ株式会社に社名変更。事業は新たに設立したハリマ化成株式会社が継承。
- 2014年（平成26年）
  - 6月 - ローター社がスウェーデンにおけるトールロジン生産事業へ出資。
  - 12月 - 兵庫県高砂市に高砂伊保太陽光発電所が竣工。
- 2015年（平成27年）12月 - ローター社が出資したSunPine AB（スウェーデン）のトールロジン生産設備が試運転を開始。
- 2016年（平成28年）6月 - SunPine ABのトールロジン生産設備が本格稼働、年間2万トンのトールロジン生産体制を確立。
- 2018年（平成30年）
  - 6月 - 長谷川吉弘社長がベルギー王国より「レオポルド2世勲章コマンドール章」を受章。
  - 11月 - SunPine ABの株式を追加取得し、持ち株比率24.6 %の持分法適用会社化する[6]。
  - 12月 - 中国に製紙用薬品製造3拠点目となる山東杭化哈利瑪化工有限公司が操業。
- 2020年（令和2年）3月 - ローター社に高砂香料工業株式会社が資本参加。
- 2022年（令和4年）
  - 1月 - 英国にHARIMA UK LTD.を設立。
  - 6月 - 独Henkel社のはんだ材料事業を買収。
- 2023年（令和5年）
  - 1月 - ハリマ食品株式会社を子会社化。
  - 3月 - 兵庫県加古川市に水足狩ヶ池太陽光発電所が竣工。
  - 4月 - 加古川製造所のミルセンプラントが完成。
- 2024年（令和6年）
  - 4月 - 杭州杭化哈利瑪化工有限公司を完全子会社化。
  - 6月 - Harima do Brasil Indústria Química Ltda.（ブラジル）の株式をブラジル従業員に譲渡。
- 2025年（令和7年）
  - 2月 - トール油蒸留パイロットプラントが、日本化学会により化学遺産に認定。

## 主な関係会社
ハリマ化成株式会社
- 本社：東京本社（東京都中央区）、大阪本社（大阪府大阪市中央区）
- 営業所：仙台営業所（宮城県岩沼市）、富士営業所（静岡県富士市）
- 研究所：中央研究所（兵庫県加古川市）、筑波研究所（茨城県つくば市）
- 製造拠点
  - 加古川製造所（兵庫県加古川市）
  - 仙台工場（宮城県岩沼市）
  - 茨城工場（茨城県稲敷郡）
  - 東京工場（埼玉県草加市）
  - 富士工場（静岡県富士市）
  - 四国工場（愛媛県四国中央市）
- 海外拠点
  - アメリカ、チェコ、イギリス、マレーシア、中国、台湾

LAWTER
- エルジン本社/研究所（米国）
- バクスレー工場（米国）
- コンコルディア研究所/工場（アルゼンチン）
- ブエノスアイレス南米統括/営業所（アルゼンチン）
- カロ研究所/工場（ベルギー）
- マーストリヒト研究所/工場（オランダ）
- 上海アジア統括/営業所（中国）
- 南平工場（中国）
- 封開工場（中国）
- 南寧工場（中国）
- クンサン工場（韓国）
- インド連絡事務所（インド）
- Mt.マウンガヌイ工場（ニュージーランド）

ハリマエムアイディ株式会社
ハリマ化成商事株式会社
株式会社日本フィラーメタルズ
株式会社セブンリバー
ハリマ食品株式会社

## 主な製品
樹脂・化成品印刷インキ用樹脂／塗料用樹脂／粘接着剤用樹脂／合成ゴム用乳化剤／機能性コーティング剤／トール油製品
製紙用薬品サイズ剤／紙力増強剤／塗工剤・バリアコート剤／工程改善薬剤・ピッチコントロール剤
電子材料はんだ付け材料／プリント配線基板関連材料／熱交換器用ろう付け材料

## 出版書籍
『松の化学』
1989年に米国パルプケミカルズ協会が発行した「Naval Stores」を「松の化学」として翻訳出版。
ネーバルストアズの歴史から最新の情報までを包括的に解説した書籍。
D. F. Zinkel J. Russell 編
長谷川吉弘 訳
1993年6月26日発行
菊版変形 上・下巻セット
総1418ページ 上製本